# Belvedér
Belvedér – punkt widokowy w Czechach (kraj ustecki) zlokalizowany w zachodniej części wsi Labská Stráň na północ od Děčína (Chráněná krajinná oblast Labské pískovce).
Belvedér to najstarszy i jeden z najciekawszych punktów widokowych na terenach Czeskiej Szwajcarii. Rozciąga się z niego rozległa panorama kanionu Łaby. Założenia ma formę schodkowego tarasu z muszlą koncertową wykutą w piaskowcu i herbem Clary-Aldringen. Całość wznosi się na pionowej skale 160 metrów nad Łabą. W pobliżu wybudowano dom letniskowy. Punkt widokowy otwarty został w początkowym okresie rozwoju turystyki, na początku XVIII wieku. Wieżę widokową zbudował František Karel Clary-Aldringen. Początkowo obiekt służył jako miejsce koncertów, gdzie bawiła się lokalna arystokracja i jej goście. Towarzystwo przyjeżdżało powozami z Bynovca, gdzie znajdował się zamek rodziny Clary-Aldringen, strawiony przez pożar w 1791, co zakończyło okres Belvedéru związany z arystokratycznymi koncertami. Mimo tego zainteresowanie widokiem na Łabę ze strony turystów rosło. W 1841 wzniesiono drewnianą karczmę, którą w latach 1888-1889 zastąpiła budowla kamienna, działająca do dziś (noclegi i restauracja). W pobliżu funkcjonuje parking.

## Galeria

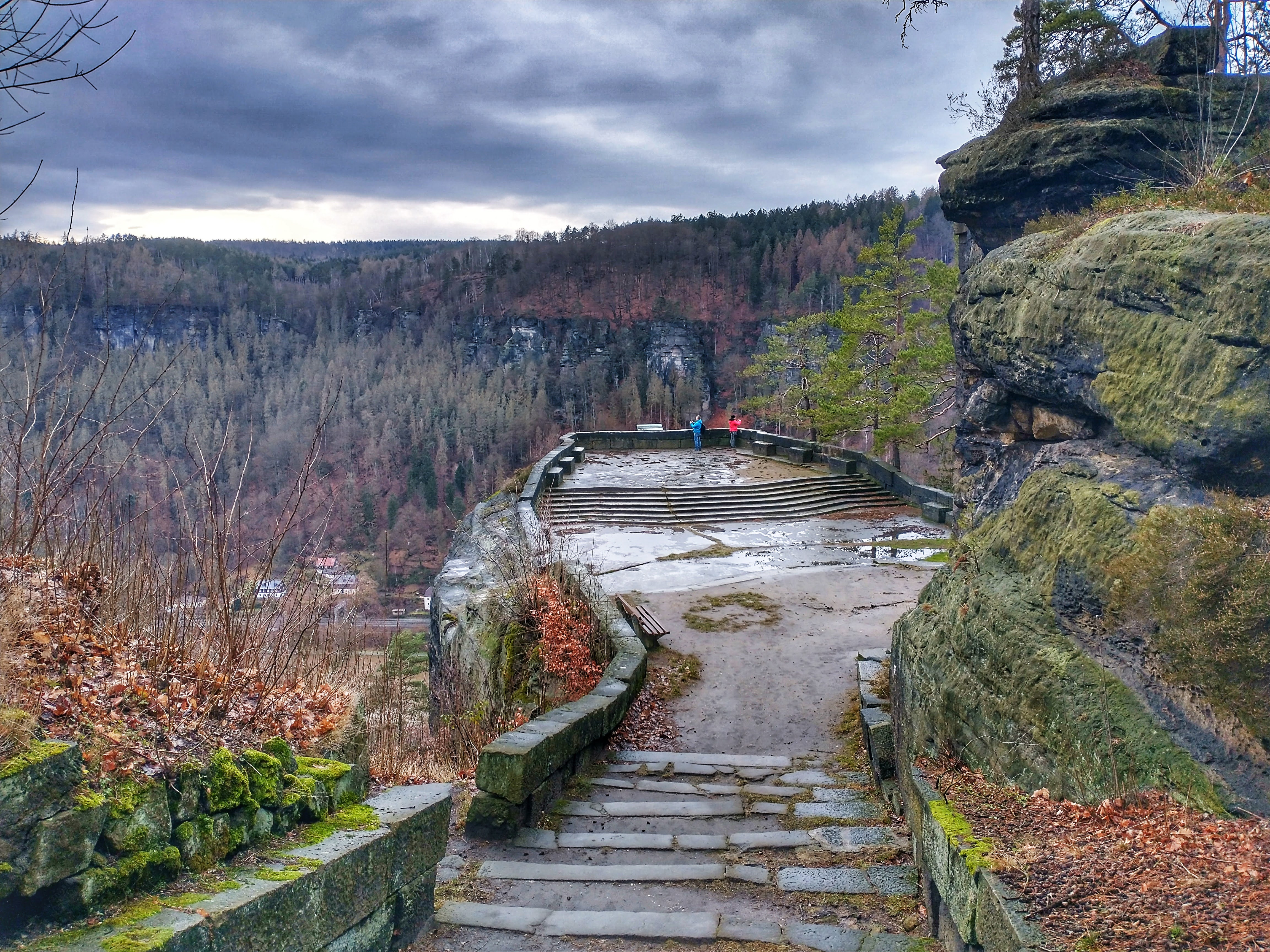
Platforma widokowa
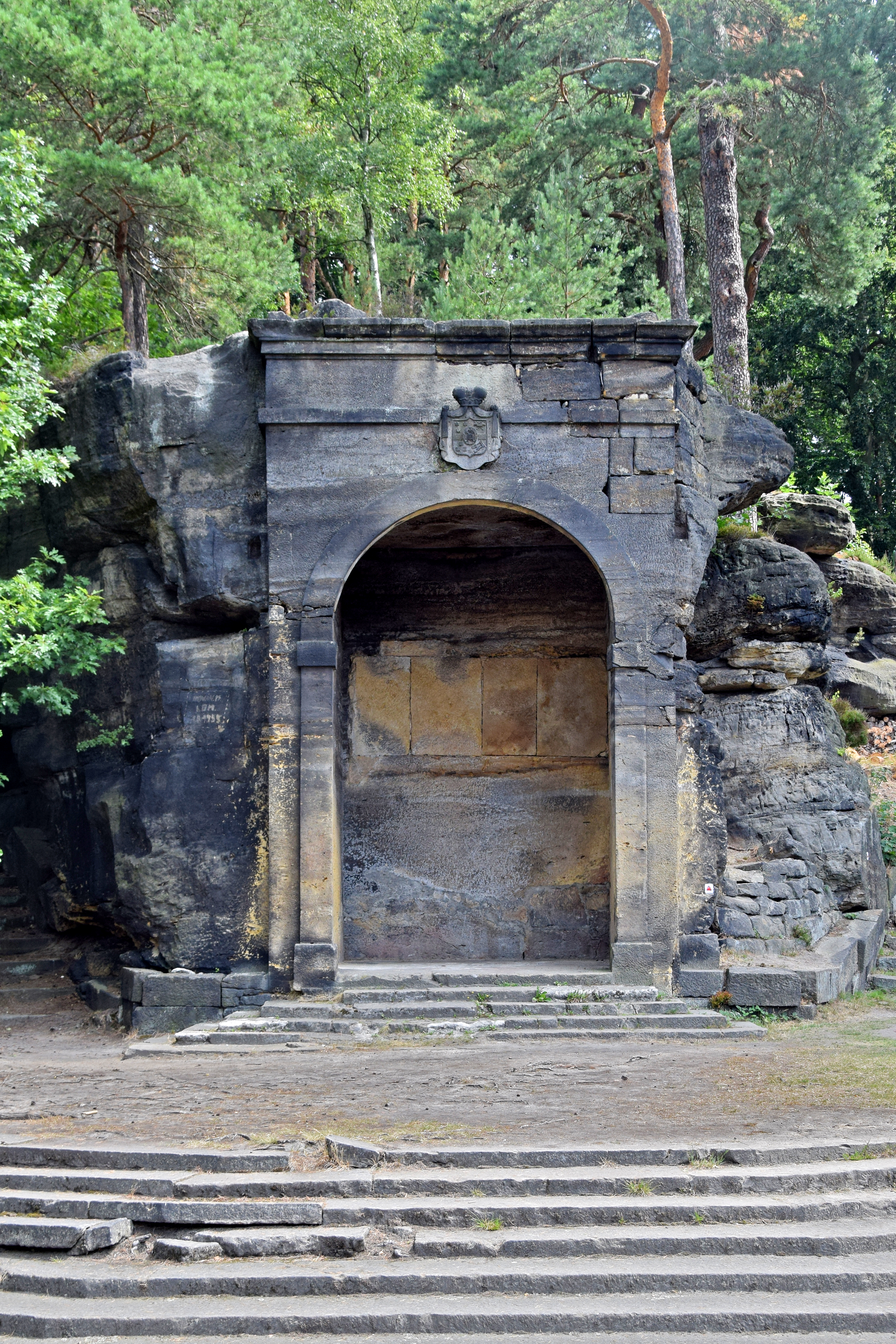
Muszla koncertowa
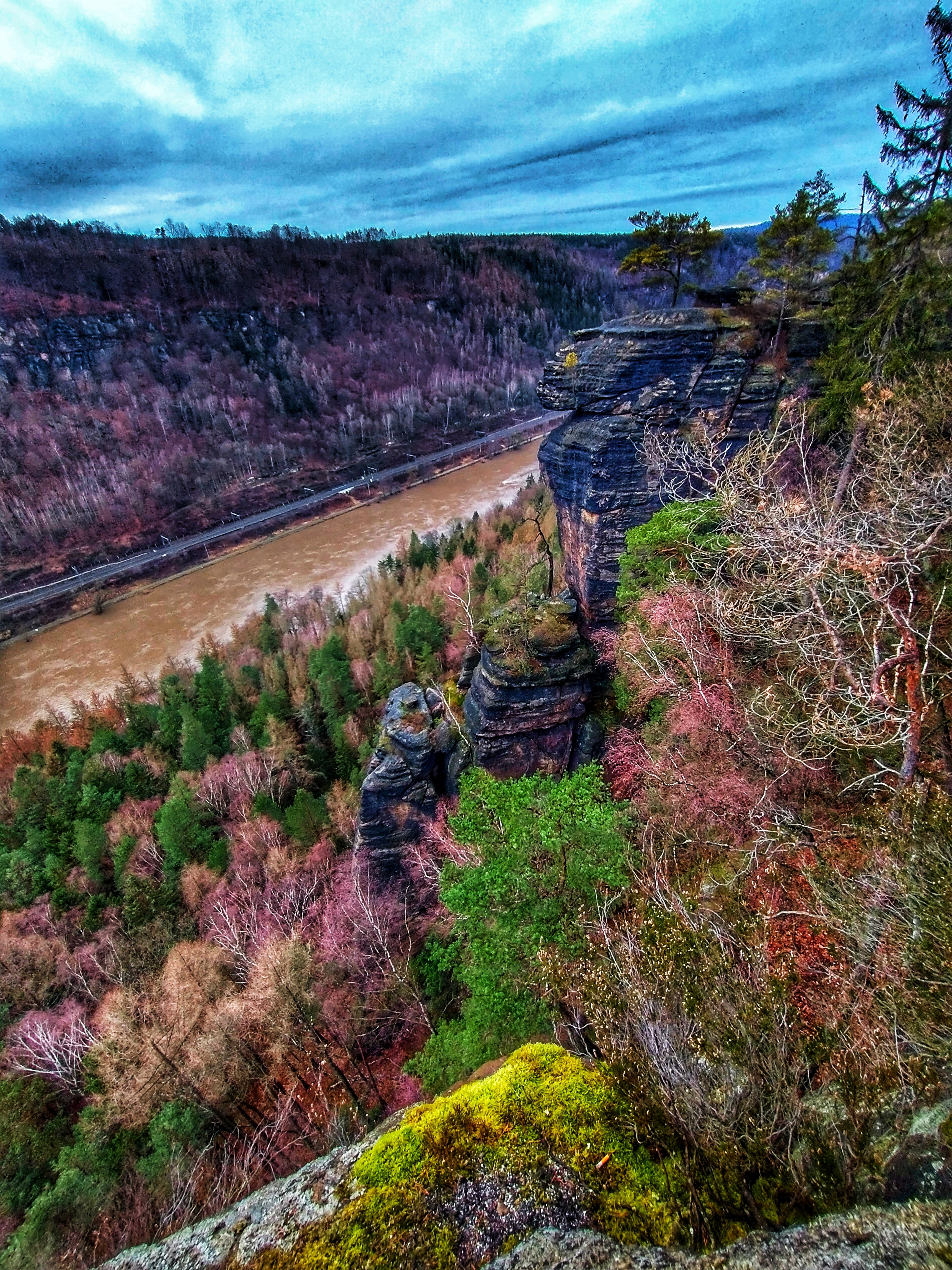
Kanion Łaby
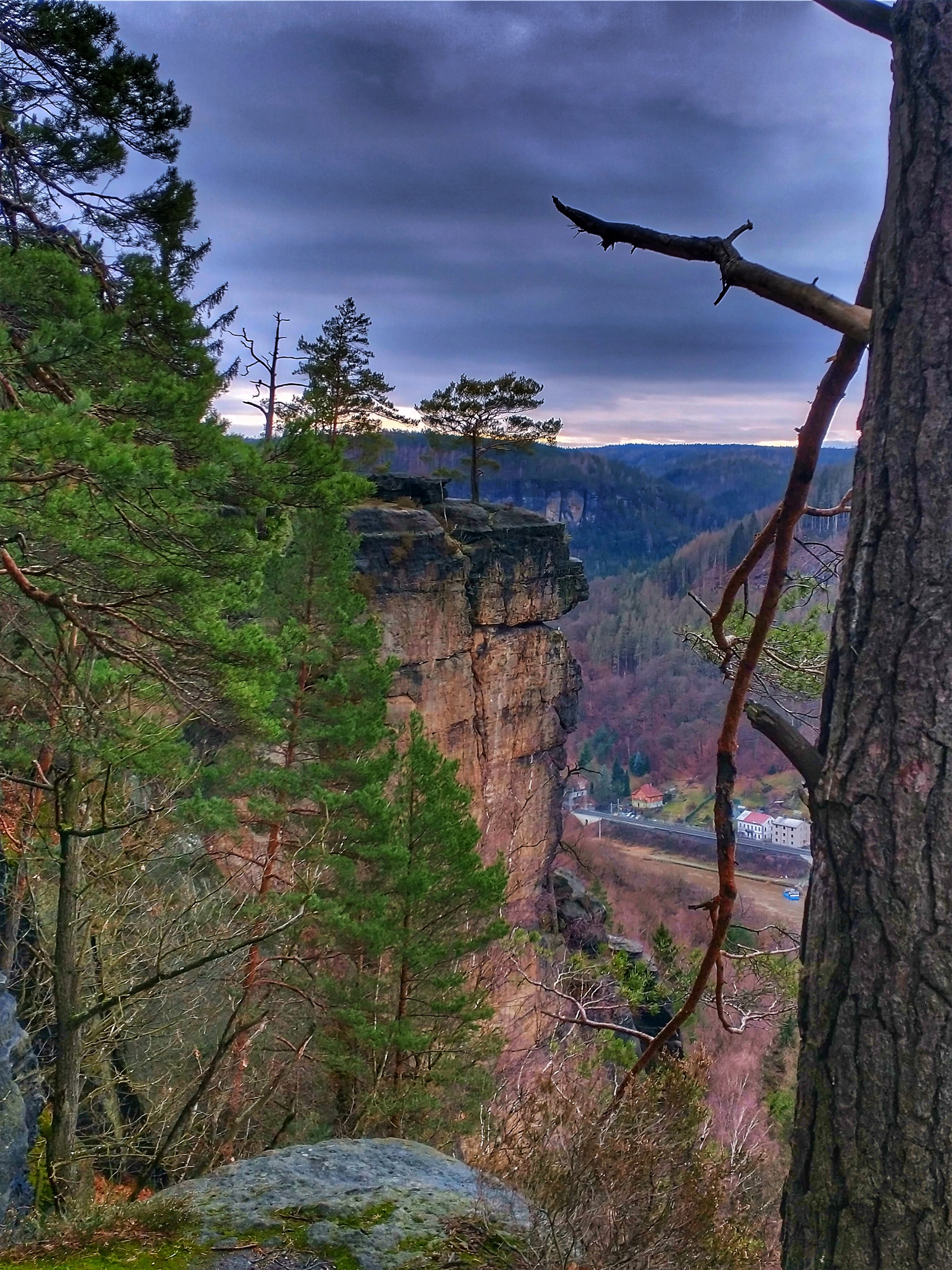
Widok z boku